# جويل كريمر
جويل كريمر (بالإنجليزية: Joel Kramer)‏ مواليد 30 أكتوبر 1955 في سان دييغو، هو لاعب كرة سلة أمريكي معتزل. بدأ مسيرته الاحترافية في سنة 1978. تم اختياره من قبل فريق فينيكس صنز خلال الدرافت. حمل الرقم 50. يبلغ طوله 6 قدم 7 بوصة (2.0 م). اعتزل اللعب في 1984. أحرز خلال مسيرته في الإن بي إيه 1257 نقطة بمعدل 3.8 نقاط في المباراة الواحدة. لعب مع فينيكس صنز ومكابي تل أبيب لكرة السلة.

## روابط خارجية
- جويل كريمر على موقع إن بي أي (الإنجليزية)
- جويل كريمر على موقع سبورتس رفرنس (الإنجليزية)
- جويل كريمر على موقع كلية كرة السلة في سبورتس رفرنس.كوم (الإنجليزية)
- جويل كريمر على موقع ريلجم (الإنجليزية)
- جويل كريمر على موقع بروبوليرز (الإنجليزية)